# Деяния Стефана
«Деяния Стефана» (лат. Gesta Stephani) — средневековая английская хроника середины XII века, посвящённая правлению короля Стефана. Автор хроники неизвестен.
«Деяния Стефана» являются одним из важнейших источников по истории периода феодальной анархии в Англии времён войны за престол между Стефаном Блуаским и императрицей Матильдой. Хроника написана на латинском языке. В отличие от других хроник, автор «Деяний…» является ярым сторонником короля Стефана и подаёт информацию с его точки зрения, осуждая Матильду и её приверженцев. Тон и подбор материала далёк от объективности, однако в отношении точности фактов и внимания к деталям автор хроники не уступает, а иногда и превосходит Вильяма Мальмсберийского или Генриха Хантингдонского. Значительный интерес представляет сравнение отражения событий гражданской войны в изложении автора «Деяний…», сторонника Стефана, и в изложении Вильяма Мальмсберийского и более поздних авторов, лояльных Матильде и Плантагенетам.
Об авторе «Деяний Стефана» ничего не известно. Очевидно, он был священником на службе у короля Стефана и очевидцем описываемых событий. Возможно, хроника была написана по непосредственному поручению короля. По версии, впервые выдвинутой Р. Дейвисом в 1962 году, автором «Деяний…», вероятно, является Роберт из Льюиса (ум. 1166), епископ Бата и Уэльса (с 1136), верный сторонник Стефана Блуаского и активный участник военных действий против Роберта Глостерского в западных графствах.